# واخ
واخ (آلمانی: Waag) یک رودخانه در کشور اسلواکی است.
این رود که از کوه‌های تاترا سرچشمه میگیرد پس از طی ۴۰۶ کیلومتر به رود دانوب میریزد.

## نگارخانه

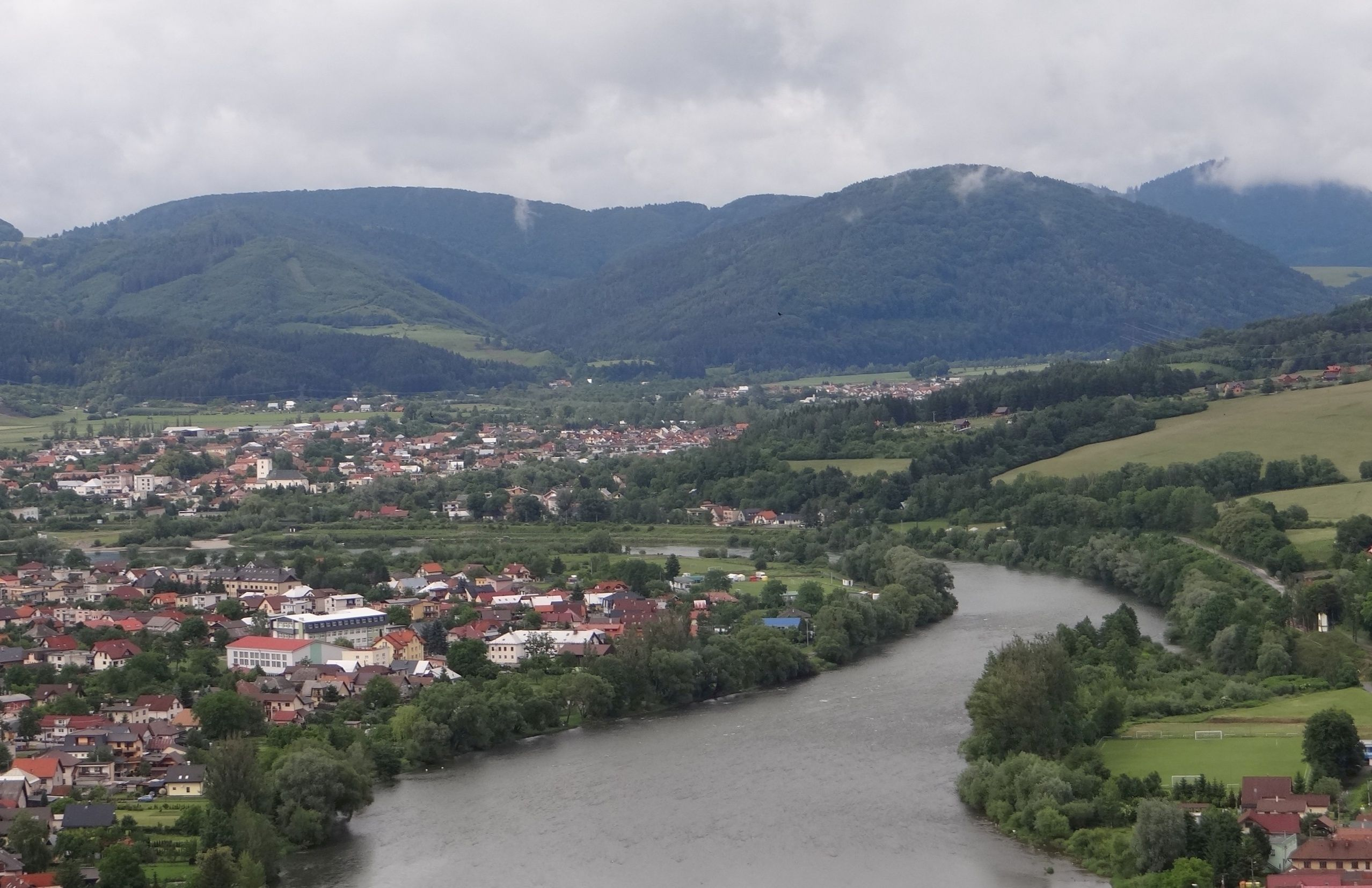
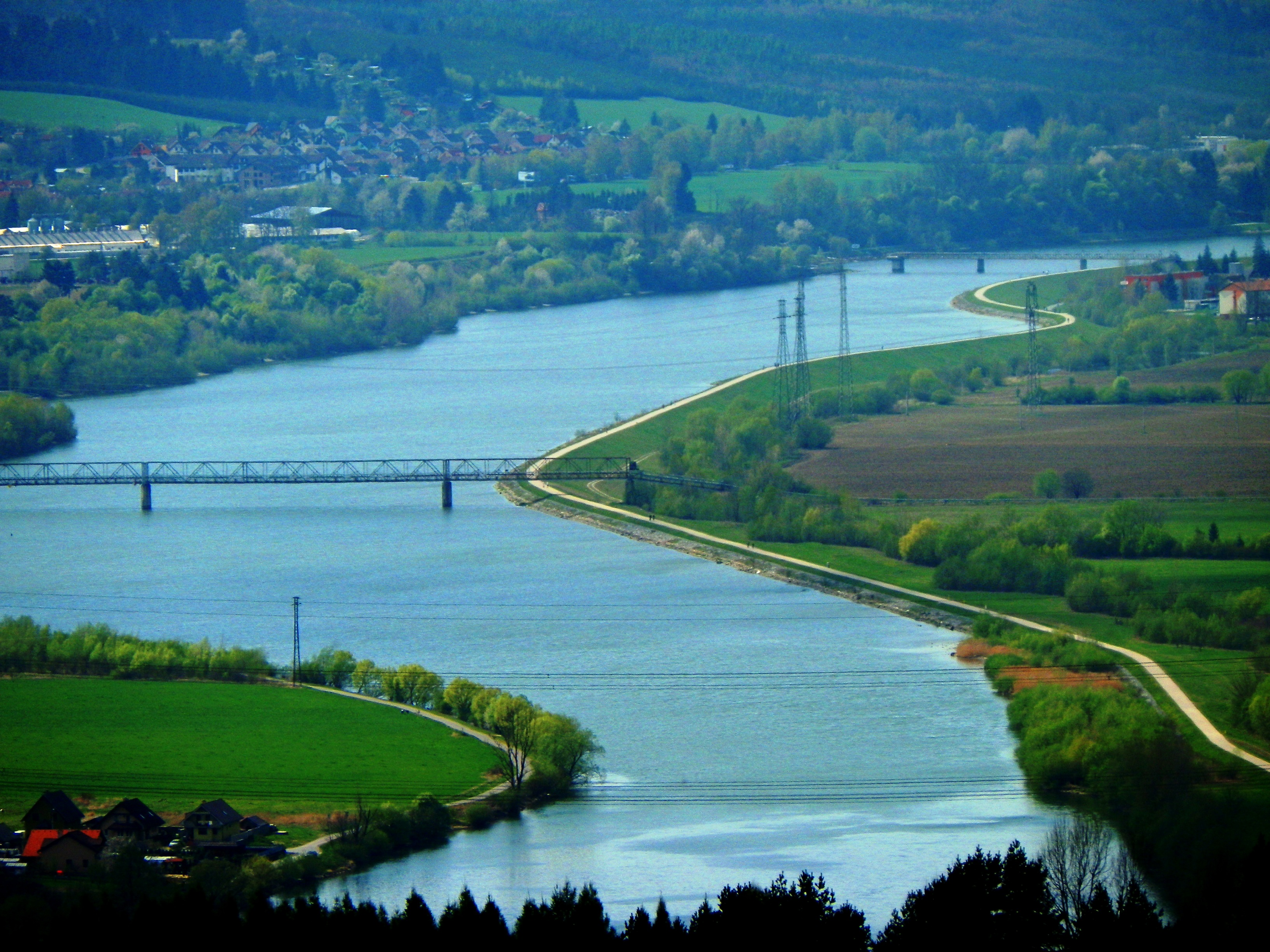
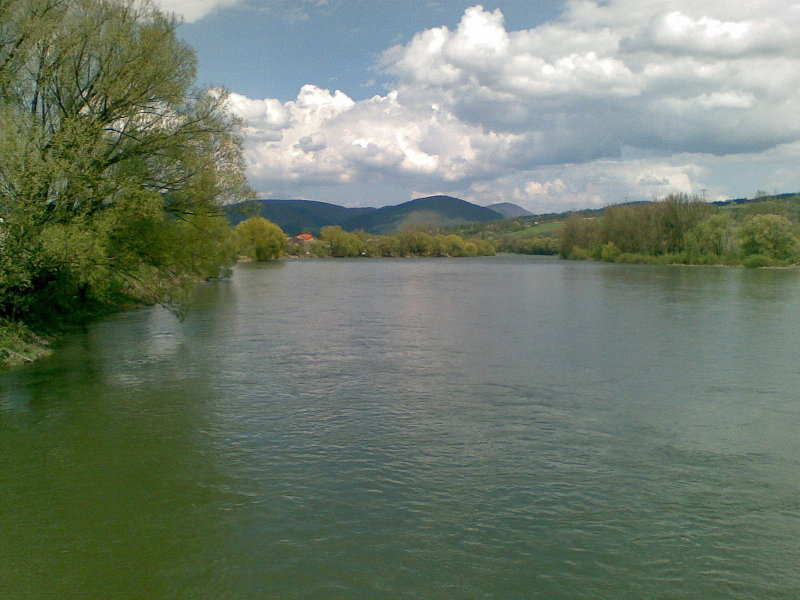
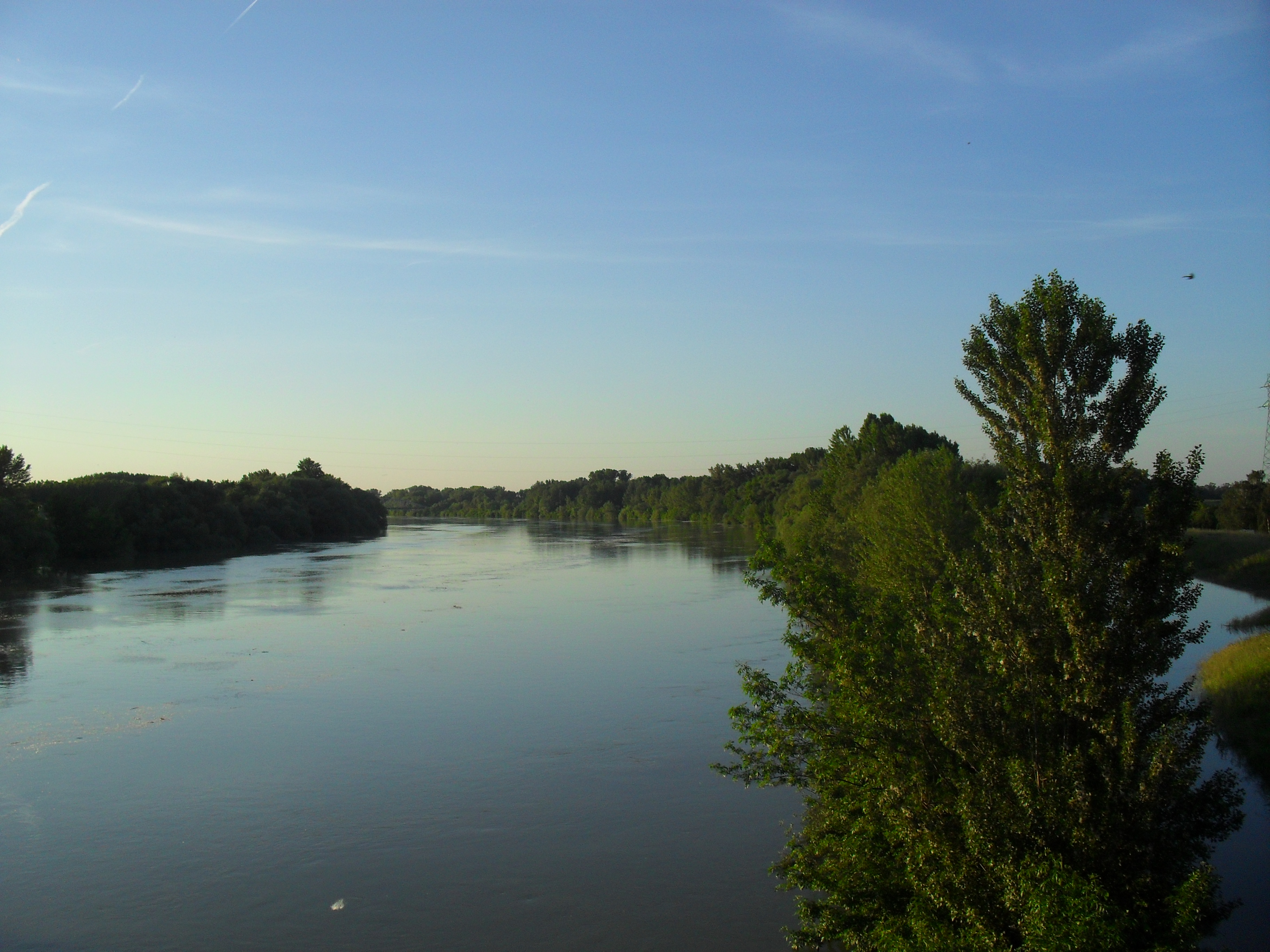
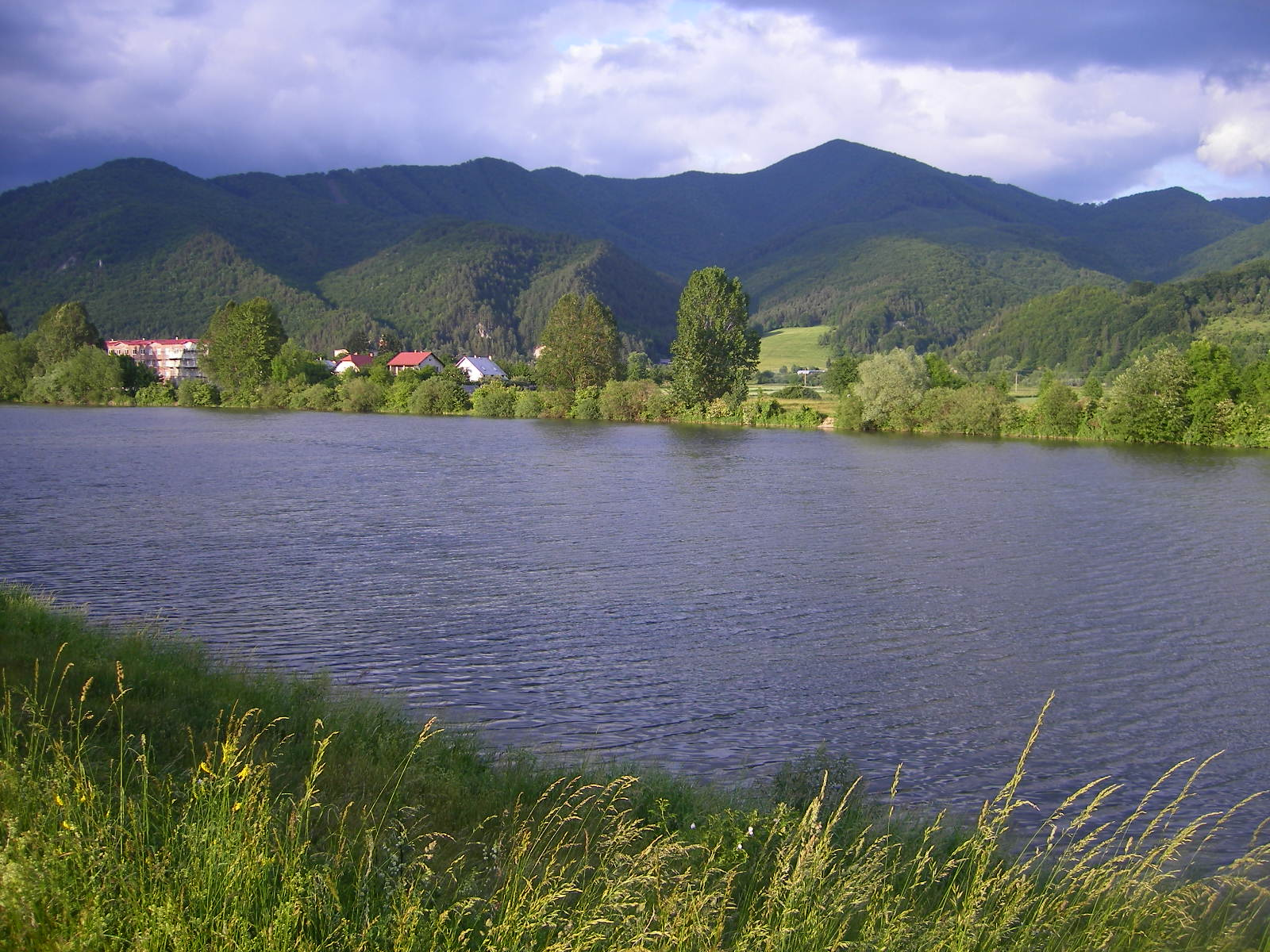

## شهرها
- لیپتوسکی هرادک
- لیپتوسکی میکولاش
- روژمبرک
- وروتکی
- ژیلینا
- بیتچا
- پواژسکا بیستریتسا
- پوخو
- ایلاوا
- دوبنیتسا ناد واهم
- نمشوا
- ترنچین
- نوه مستو ناد واهم
- پیه‌شتانی
- هلهوتس
- Sereď
- شالا
- کلاروو
- کمارنو